# Colonización de Venus

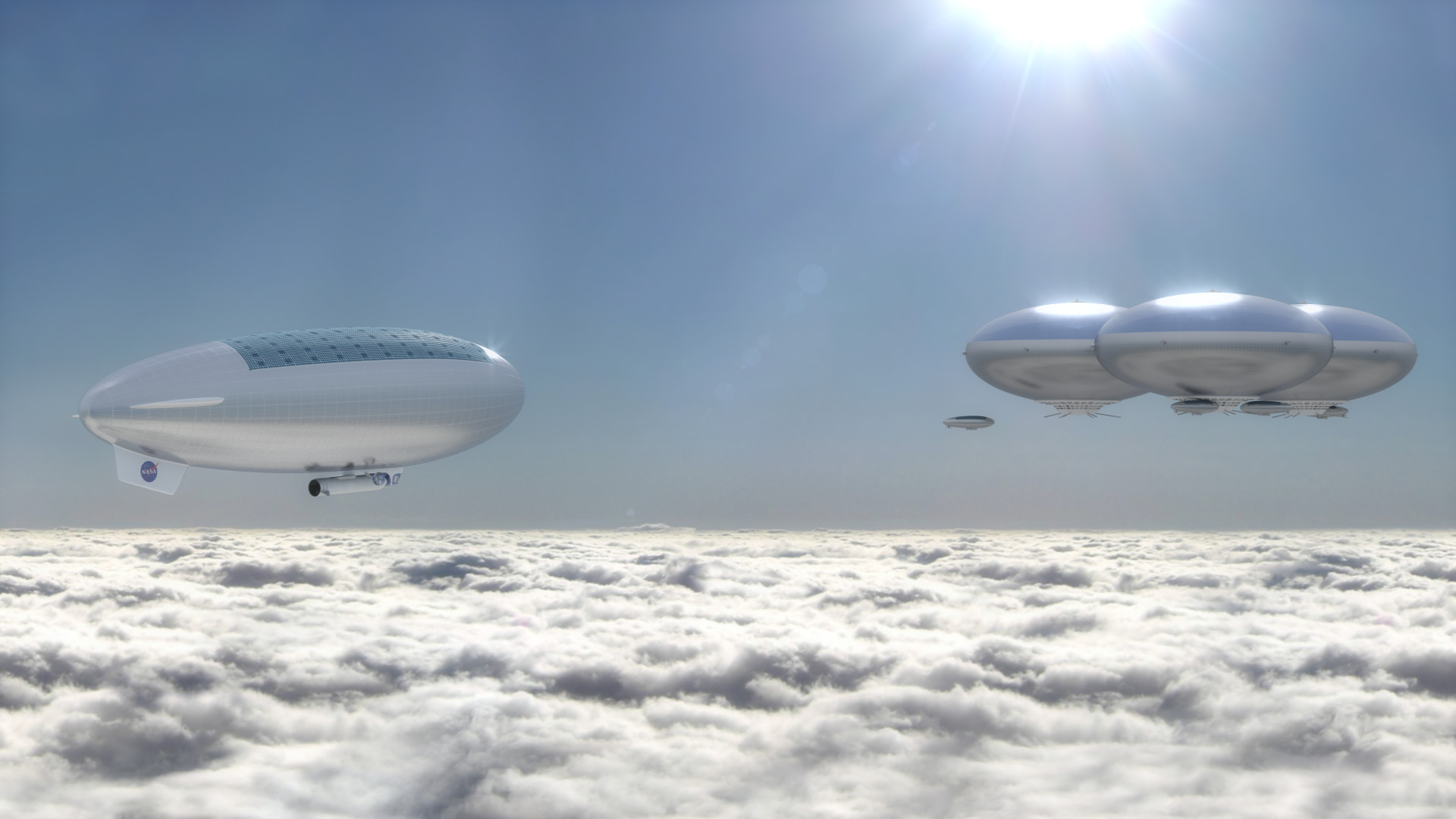
Representación artística de un puesto flotante tripulado en Venus del concepto operacional Venus de gran altitud (HAVOC) de la NASA.

La colonización de Venus ha sido objeto de muchas obras de ciencia ficción desde antes de los albores de los vuelos espaciales, y todavía se discute tanto desde un punto de vista ficticio como científico. Sin embargo, con el descubrimiento del entorno superficial extremadamente hostil de Venus, la atención se ha desplazado en gran medida hacia la colonización de la Luna y Marte, con propuestas para Venus centradas en hábitats que flotan en la atmósfera media-superior y en la terraformación.

## Antecedentes
La colonización espacial es un paso más allá de la exploración espacial, e implica la presencia permanente o a largo plazo de los seres humanos en un entorno fuera de la Tierra. La colonización del espacio fue reclamada por Stephen Hawking como la mejor manera de asegurar la supervivencia de los humanos como especie. Otras razones para colonizar el espacio incluyen intereses económicos, investigación científica a largo plazo mejor llevada a cabo por humanos en lugar de sondas robóticas, y pura curiosidad. Venus es el segundo planeta terrestre más grande y el vecino más cercano de la Tierra, lo que lo convierte en un objetivo potencial.
Con los descubrimientos a partir de 2020 de rastros de vida posiblemente indígena en la atmósfera de Venus, los intentos de cualquier humanización de Venus se han convertido en un problema creciente de protección planetaria, ya que los efectos incontrolados de la presencia humana podrían poner en peligro dicha vida.

## Ventajas

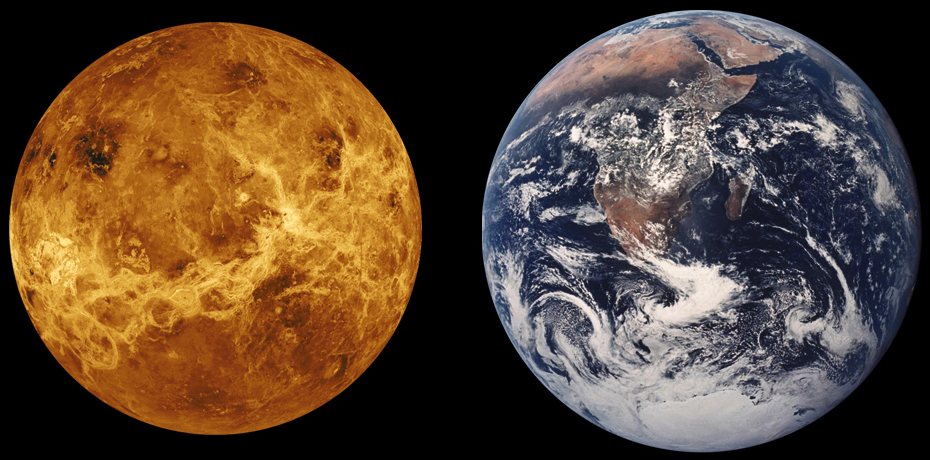
Representaciones a escala de Venus y la Tierra mostradas una al lado de la otra. Venus es sólo un poco más pequeño.

Venus tiene ciertas similitudes con la Tierra que, si no fuera por las condiciones hostiles, podrían facilitar la colonización en muchos aspectos en comparación con otros posibles destinos. Estas similitudes, y su proximidad, han llevado a Venus a ser llamado el «planeta hermano» de la Tierra.
En la actualidad no se ha establecido si la gravedad de Marte, 0,38 veces la de la Tierra, sería suficiente para evitar la descalcificación ósea y la pérdida de tono muscular experimentada por los astronautas que viven en un entorno de microgravedad. En contraste, Venus está cerca en tamaño y masa de la Tierra, lo que resulta en una gravedad superficial similar (0.904 g) que probablemente sería suficiente para prevenir los problemas de salud asociados con la ingravidez. La mayoría de los otros planes de exploración y colonización espacial enfrentan preocupaciones sobre el efecto dañino de la exposición a largo plazo a la gravedad fraccional g o cero en el sistema musculoesquelético humano.
La relativa proximidad de Venus hace que el transporte y las comunicaciones sean más fáciles que para la mayoría de los otros lugares del Sistema Solar. Con los sistemas de propulsión actuales, las ventanas de lanzamiento a Venus ocurren cada 584 días, en comparación con los 780 días de Marte. El tiempo de vuelo también es algo más corto; la sonda Venus Express que llegó a Venus en abril de 2006 pasó poco más de cinco meses en ruta, en comparación con casi seis meses para Mars Express. Esto se debe a que en el máximo acercamiento, Venus está a 40 millones de kilómetros (25 millones de millas) de la Tierra (aproximado por el perihelio de la Tierra menos el afelio de Venus) en comparación con 55 millones de km (34 millones de millas) para Marte (aproximado por el perihelio de Marte menos el afelio de la Tierra) haciendo de Venus el planeta más cercano a la Tierra.
La atmósfera de Venus está hecha principalmente de dióxido de carbono. Debido a que el nitrógeno y el oxígeno son más ligeros que el dióxido de carbono, los globos llenos de aire respirable flotarán a una altura de unos 50 km (31 millas). A esta altura, la temperatura es manejable, de 75 °C (348 K; 167 °F). A 5 km (3,1 millas) más alto, es un templado 27 °C (300 K; 81 °F)
La atmósfera también proporciona los diversos elementos necesarios para la vida humana y la agricultura: carbono, hidrógeno, oxígeno, nitrógeno y azufre.
Además, la atmósfera superior podría proporcionar protección contra la radiación solar dañina comparable a la protección proporcionada por la atmósfera de la Tierra. La atmósfera de Marte, así como la Luna proporcionan poca protección de este tipo.

## Dificultades

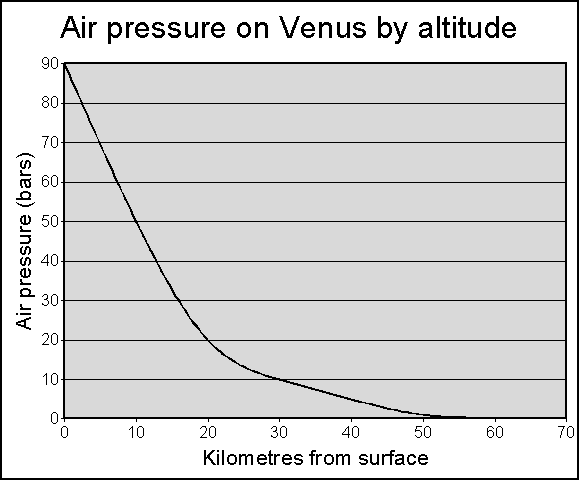
Presión del aire en Venus, comenzando con una presión en la superficie 90 veces la de la Tierra y alcanzando una sola bar por 50 kilómetros

Venus también presenta varios desafíos significativos para la colonización humana. Las condiciones de la superficie en Venus son difíciles de manejar: la temperatura en el ecuador promedia alrededor de 450 °C (723 K; 842 °F), más alta que el punto de fusión del plomo, que es de 327 °C. La presión atmosférica en la superficie también es al menos noventa veces mayor que en la Tierra, lo que equivale a la presión experimentada bajo un kilómetro de agua. Estas condiciones han causado que las misiones a la superficie sean extremadamente breves: las sondas soviéticas Venera 5 y Venera 6 fueron aplastadas por alta presión mientras aún estaban a 18 km sobre la superficie. Los siguientes módulos de aterrizaje como Venera 7 y Venera 8 lograron transmitir datos después de llegar a la superficie, pero estas misiones también fueron breves, sobreviviendo no más de una sola hora en la superficie.

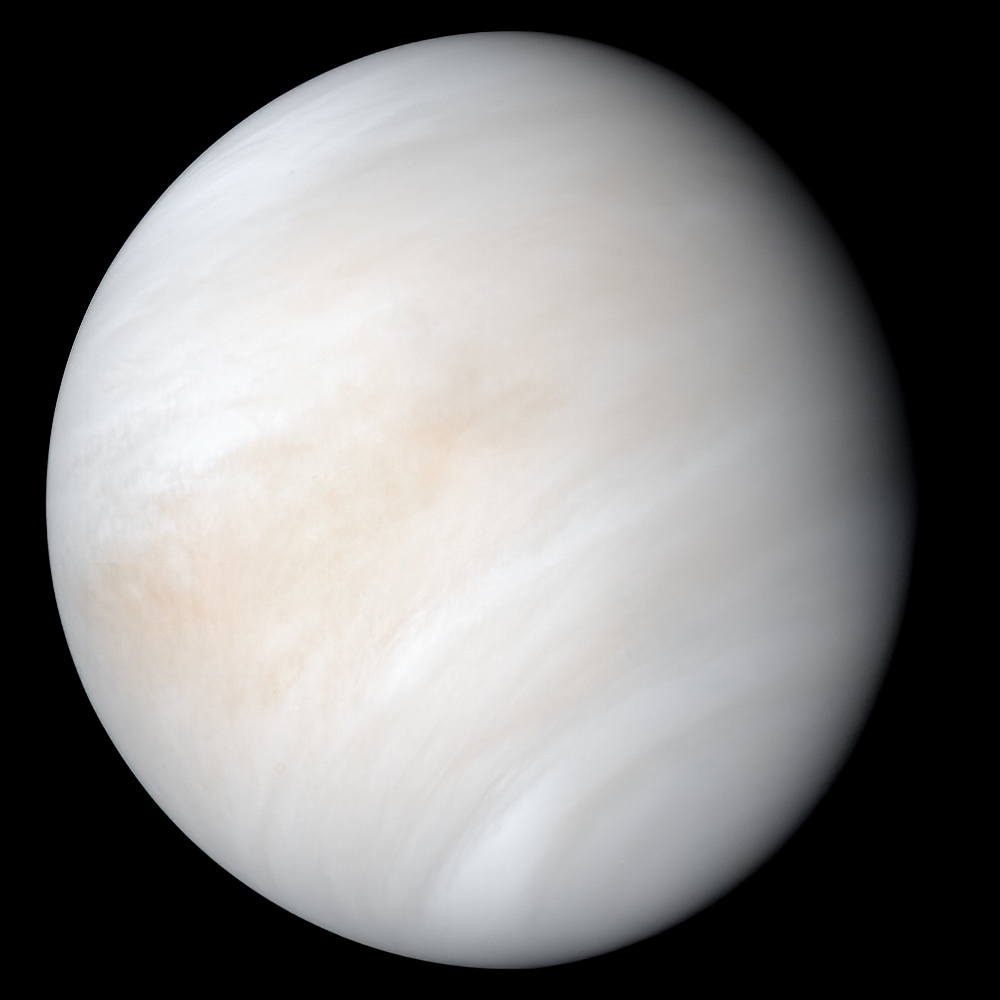
La superficie de Venus está completamente cubierta por nubes que impiden que la mayor parte del calor se escape.

Además, el agua, en cualquier forma, está casi completamente ausente de Venus. La atmósfera carece de oxígeno molecular y es principalmente dióxido de carbono. Además, las nubes visibles están compuestas de ácido sulfúrico corrosivo y vapor de dióxido de azufre.

## Exploración e investigación
Más de 20 misiones espaciales exitosas han visitado Venus desde 1962. La última sonda europea fue Venus Express de la ESA, que estuvo en órbita polar alrededor del planeta de 2006 a 2014. Una sonda japonesa, Akatsuki, fracasó en su primer intento de orbitar Venus, pero se reinsertó con éxito en órbita el 7 de diciembre de 2015. Se han propuesto otras misiones de bajo costo para explorar más a fondo la atmósfera del planeta, ya que el área a 50 km (31 millas) sobre la superficie donde la presión del gas está al mismo nivel que la Tierra aún no se ha explorado a fondo.

## Hábitats aerostáticos y ciudades flotantes

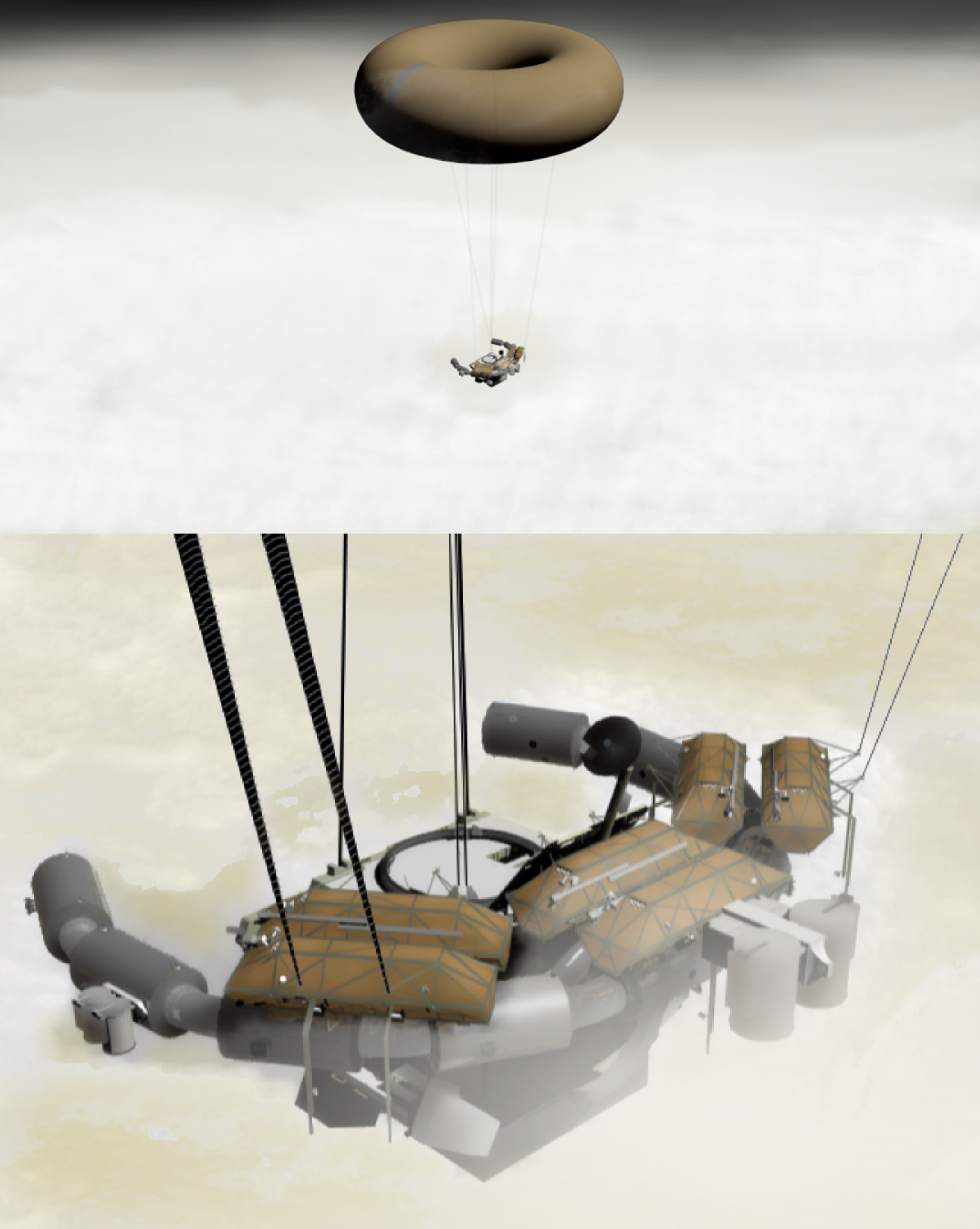
Hipotético puesto flotante que estudia la habitación de Venus a unos 50 km sobre la superficie apoyado por un toroide lleno de hidrógeno

Al menos ya en 1971 los científicos soviéticos habían sugerido que en lugar de intentar colonizar la superficie hostil de Venus, los humanos podrían intentar asentarse en la atmósfera venusiana. Geoffrey A. Landis del Centro de Investigación Glenn de la NASA ha resumido las dificultades percibidas en la colonización de Venus como simplemente a partir de la suposición de que una colonia tendría que basarse en la superficie de un planeta:  
Sin embargo, visto de una manera diferente, el problema con Venus es simplemente que el nivel del suelo está demasiado por debajo del nivel de una atmósfera. En el nivel superior de las nubes, Venus es el planeta paradisíaco.  
Landis ha propuesto hábitats de aerostatos seguidos de ciudades flotantes, basándose en el concepto de que el aire respirable (mezcla de oxígeno/nitrógeno 21:79) es un gas de elevación en la densa atmósfera de dióxido de carbono, con más del 60% del poder de elevación que el helio tiene en la Tierra. En efecto, un globo lleno de aire respirable por humanos se sostendría a sí mismo y al peso extra (como una colonia) en el aire. A una altitud de 50 kilómetros (31 millas) sobre la superficie venusiana, el ambiente es el más parecido a la Tierra en el Sistema Solar más allá de la Tierra misma: una presión de aproximadamente 1 atmo 1000 hPa y temperaturas en el rango de 0 a 50 °C (273 a 323 K; 32 a 122 °F). La protección contra la radiación cósmica sería proporcionada por la atmósfera de arriba, con una masa de protección equivalente a la de la Tierra.
En la parte superior de las nubes, la velocidad del viento en Venus alcanza hasta 95 m/s (340 km/h; 210 mph), rodeando el planeta aproximadamente cada cuatro días terrestres, en un fenómeno conocido como «super-rotación». En comparación con el día solar venusiano de 118 días terrestres, las colonias que flotan libremente en esta región podrían, por lo tanto, tener un ciclo día-noche mucho más corto. Permitir que una colonia se mueva libremente también reduciría el estrés estructural del viento que experimentarían si estuvieran atados al suelo.

### Ventajas
Debido a que no hay una diferencia de presión significativa entre el interior y el exterior del globo de aire respirable, cualquier rasgadura o desgarro causaría que los gases se difundan a velocidades normales de mezcla atmosférica en lugar de una descompresión explosiva, dando tiempo para reparar tales daños. Además, los humanos no requerirían trajes presurizados cuando están afuera, simplemente aire para respirar, protección contra la lluvia ácida y, en algunas ocasiones, protección de bajo nivel contra el calor. Alternativamente, las cúpulas de dos partes podrían contener un gas de elevación como hidrógeno o helio (extraíble de la atmósfera) para permitir una mayor densidad de masa. Por lo tanto, ponerse o quitarse trajes para trabajar al aire libre sería más fácil. Trabajar fuera del vehículo en trajes no presurizados también sería más fácil.

### Problemas restantes
Los materiales estructurales e industriales serían difíciles de recuperar de la superficie y costosos de traer de la Tierra/asteroides. El ácido sulfúrico en sí mismo plantea un desafío adicional en el sentido de que la colonia tendría que ser construida o recubierta con materiales resistentes a la corrosión por el ácido, como PTFE (un compuesto que consiste completamente de carbono y flúor).

### Estudios
En 2015, la NASA desarrolló el Concepto Operacional Venus de Gran Altitud (HAVOC) para explorar la posibilidad de establecer una misión tripulada atmosférica.

## Terraformación

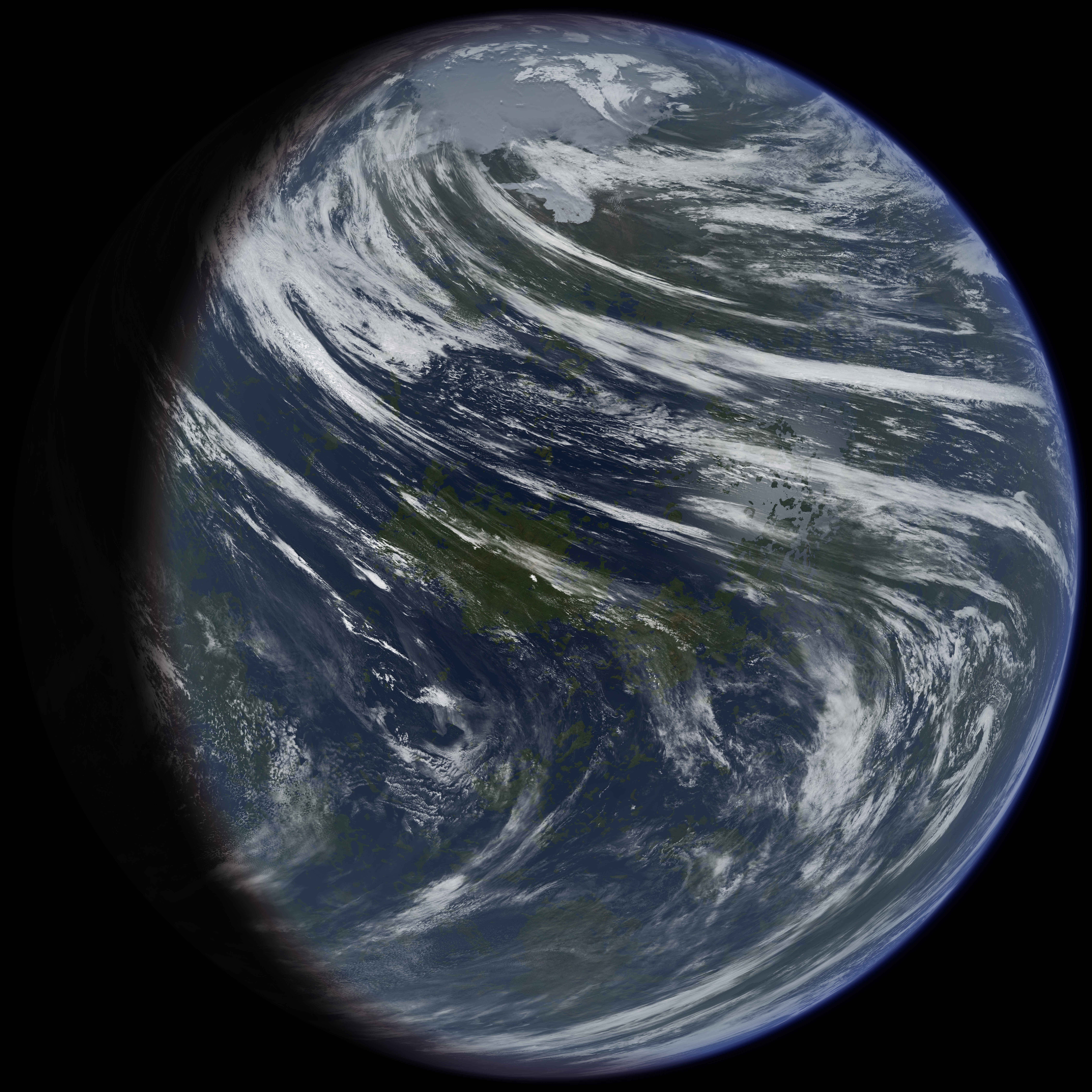
Concepción artística de una Venus terraformada. Las formaciones de nubes se representan asumiendo que la rotación del planeta no se ha acelerado.

Venus ha sido objeto de una serie de propuestas de terraformación. Las propuestas buscan eliminar o convertir la densa atmósfera de dióxido de carbono, reducir la temperatura superficial de Venus de 450 °C (723 K; 842 °F) y establecer un ciclo de luz día/noche más cercano al de la Tierra.
Muchas propuestas implican el despliegue de una sombra solar o un sistema de espejos orbitales, con el propósito de reducir la insolación y proporcionar luz al lado oscuro de Venus. Otro hilo común en la mayoría de las propuestas implica la introducción de grandes cantidades de hidrógeno o agua. Las propuestas también implican congelar la mayor parte del CO2 atmosférico de Venus o convertirlo en carbonatos, urea u otras formas.[cita requerida]